# نوال 2004
ألبوم نوال 2004 هو أحد ألبومات الفنانة نوال الكويتية واحتوى على ثلاث عشرة أغنية وقد صدر في عام 2004.

## قائمة الأغاني
1. «يا ذا الخطأ»
2. «ياناسي الحب»
3. «تبغى الصدق»
4. «نور الدنيا»
5. «نايم حبيبي»
6. «معقولة تنساني»
7. «مع إللي راح»
8. «لو سألني»
9. «بيحسدوني عليه»
10. «أذكر»
11. «أنا بخير»
12. «أقسى كلامي»
13. «أعرف رجلا»